# Reinaldo Pérez Rayón
Reinaldo Pérez Rayón (Ciudad de México, 4 de diciembre de 1918-15 de enero de 2019) fue un ingeniero, arquitecto, catedrático y académico mexicano.

## Estudios, docencia y obras en el IPN
Realizó sus estudios en la Escuela Superior de Ingeniería y Arquitectura (ESIA) del Instituto Politécnico Nacional (IPN). Fue discípulo de Juan O'Gorman, Juan Legarreta, Enrique Yáñez y Hannes Meyer. 
De 1950 a 1956, impartió clases en su alma mater de Teoría del Urbanismo, Teoría General de la Arquitectura y Taller de Composición Arquitectónica. En 1957, por iniciativa del director Alejo Peralta, se construyó nueva infraestructura en el campus del Instituto Politécnico Nacional, entre las obras que estuvieron a cargo se Pérez Rayón de la Unidad Profesional de Zacatenco del IPN se encuentran cuatro edificios de la Escuela Superior de Ingeniería Mecánica y Eléctrica (ESIME) y de la Escuela Superior de Ingeniería y Arquitectura. En 1960 realizó el proyecto del  Centro de Investigación y de Estudios Avanzados del Instituto Politécnico Nacional (CINVESTAV), en 1961 el Centro Nacional de Enseñanza Técnica Industrial en avenida Granjas y en 1962 el Planetario Luis Enrique Erro.

## Obras y exposiciones
Algunas otras de sus obras fueron, en 1970 un edificio de departamentos en Polanco, en 1980 un edificio de oficinas en Bosque de Ciruelos y el Centro Regional de Enseñanza Técnica Industrial en Guadalajara. 
Su obra ha sido presentada en varias exposiciones internacionales:
- Perfil de México, en Ámsterdam en 1959.
- Arquitectura en Washington D. C. en 1960.
- 400 años de Arquitectura Mexicana, en varias ciudades del mundo entre 1960 y 1963.
- Bienal de Sao Paulo, en 1961.
- México de Ayer y Hoy, presentada en varias capitales de Europa en 1966.
- Arquitectura Mexicana...Hoy, en el Palacio de Bellas Artes de la Ciudad de México en 1969.
- Salón Mexicano del Diseño, en México, en 1971.
- Arquitectura Mexicana en el Museo Franz Mayer en 1984.

## Académico
En 1946 ingresó como miembro de número al Colegio Nacional de Arquitectos Mexicanos. En 1951 fue miembro fundador de la Sociedad de Arquitectos del Instituto Politécnico Nacional. Durante la administración de Ernesto Uruchurtu Peralta, como jefe del Departamento del Distrito Federal, fue miembro de la Comisión Reguladora del Crecimiento de la Ciudad.

## Premios y distinciones
A lo largo de su trayectoria profesional fue galardonado con varios premios y distinciones:
- Diploma de la Unión Internacional de Arquitectos por la realización de la sede de las Jornadas Internacionales que se llevaron a cabo en la Ciudad de México en 1963.
- Premio Fundidora Monterrey por la mejor aplicación funcional y estética del acero en la arquitectura en 1967.
- Premio Nacional de Ciencias y Artes en el área de Tecnología y Diseño otorgado por la Secretaría de Educación Pública de México en 1976.
- Creador Emérito por el Sistema Nacional de Creadores de Arte por el Consejo Nacional para la Cultura y las Artes desde 1993.